# Nicholas Foligno
Pour les articles homonymes, voir Foligno (homonymie).
Nicholas Foligno, dit Nick Foligno (né le 31 octobre 1987, à Buffalo, dans l'État de New York, aux États-Unis), est un joueur professionnel américain de hockey sur glace. Il évolue au poste d'ailier gauche pour les Blackhawks de Chicago dans la Ligue nationale de hockey (LNH).

## Biographie

### Carrière junior
En 2004, il débute avec les Wolves de Sudbury dans la Ligue de hockey de l'Ontario. Il est choisi au cours du repêchage d'entrée dans la Ligue nationale de hockey par les Sénateurs d'Ottawa au 1er tour, en 28e position. 

### Carrière professionnelle
En 2007-2008, il passe au niveau professionnel avec les Sénateurs. Le 1er juillet 2012, il est échangé aux Blue Jackets de Columbus en retour de Marc Methot.
Le 11 avril 2021, il est transigé aux Sharks de San José avant de passer aux Maple Leafs de Toronto avec Stefan Noesen en retour d'un choix de 4e ronde en 2021. Columbus obtient également les choix de 1er tour (2021) et 4e tour (2022) de Toronto. 
Le 28 juillet 2021, il signe un contrat de 2 ans et d'un montant de 7,6 millions de dollars avec les Bruins de Boston. 
Foligno est échangé aux Blackhawks de Chicago le 26 juin 2023 en compagnie de l'attaquant Taylor Hall. En retour, les Bruins obtiennent les défenseurs Alec Regula et Ian Mitchell. Il signe un contrat d'un an et 4 millions $ avec les Blackhawks. Le 12 janvier 2024, ceux-ci lui offre une prolongation de contrat de deux ans, d'une valeur de 9 millions $.

### Carrière internationale
Il représente les États-Unis au niveau international.

## Statistiques

### En club
| Saison     | Équipe                      | Ligue      |       | Saison régulière | Saison régulière | Saison régulière | Saison régulière | Saison régulière |    | Séries éliminatoires | Séries éliminatoires | Séries éliminatoires | Séries éliminatoires | Séries éliminatoires |
| Saison     | Équipe                      | Ligue      | PJ    | B                | A                | Pts              | Pun              | PJ               | B  | A                    | Pts                  | Pun                  |                      |                      |
| 2003-2004  | U.S. National Under-18 Team | NAHL       | 43    | 8                | 12               | 20               | 44               | -                | -  | -                    | -                    | -                    |                      |                      |
| 2004-2005  | Wolves de Sudbury           | LHO        | 65    | 10               | 28               | 38               | 111              | 12               | 5  | 5                    | 10                   | 16                   |                      |                      |
| 2005-2006  | Wolves de Sudbury           | LHO        | 65    | 24               | 46               | 70               | 146              | 10               | 1  | 3                    | 4                    | 28                   |                      |                      |
| 2006-2007  | Wolves de Sudbury           | LHO        | 66    | 31               | 57               | 88               | 135              | 21               | 12 | 17                   | 29                   | 36                   |                      |                      |
| 2007-2008  | Senators de Binghamton      | LAH        | 28    | 6                | 13               | 19               | 16               | -                | -  | -                    | -                    | -                    |                      |                      |
| 2007-2008  | Sénateurs d'Ottawa          | LNH        | 45    | 6                | 3                | 9                | 20               | 4                | 1  | 0                    | 1                    | 2                    |                      |                      |
| 2008-2009  | Sénateurs d'Ottawa          | LNH        | 81    | 17               | 15               | 32               | 59               | -                | -  | -                    | -                    | -                    |                      |                      |
| 2009-2010  | Sénateurs d'Ottawa          | LNH        | 61    | 9                | 17               | 26               | 53               | 5                | 0  | 1                    | 1                    | 2                    |                      |                      |
| 2010-2011  | Sénateurs d'Ottawa          | LNH        | 82    | 14               | 20               | 34               | 43               | -                | -  | -                    | -                    | -                    |                      |                      |
| 2011-2012  | Sénateurs d'Ottawa          | LNH        | 82    | 15               | 32               | 47               | 124              | 7                | 1  | 3                    | 4                    | 8                    |                      |                      |
| 2012-2013  | Blue Jackets de Columbus    | LNH        | 45    | 6                | 13               | 19               | 28               | -                | -  | -                    | -                    | -                    |                      |                      |
| 2013-2014  | Blue Jackets de Columbus    | LNH        | 70    | 18               | 21               | 39               | 96               | 4                | 2  | 0                    | 2                    | 4                    |                      |                      |
| 2014-2015  | Blue Jackets de Columbus    | LNH        | 79    | 31               | 42               | 73               | 50               | -                | -  | -                    | -                    | -                    |                      |                      |
| 2015-2016  | Blue Jackets de Columbus    | LNH        | 72    | 12               | 25               | 37               | 53               | -                | -  | -                    | -                    | -                    |                      |                      |
| 2016-2017  | Blue Jackets de Columbus    | LNH        | 79    | 26               | 25               | 51               | 55               | 4                | 0  | 2                    | 2                    | 6                    |                      |                      |
| 2017-2018  | Blue Jackets de Columbus    | LNH        | 72    | 15               | 18               | 33               | 50               | 6                | 2  | 1                    | 3                    | 4                    |                      |                      |
| 2018-2019  | Blue Jackets de Columbus    | LNH        | 73    | 17               | 18               | 35               | 44               | 10               | 1  | 2                    | 3                    | 4                    |                      |                      |
| 2019-2020  | Blue Jackets de Columbus    | LNH        | 67    | 10               | 21               | 31               | 62               | 10               | 2  | 4                    | 6                    | 10                   |                      |                      |
| 2020-2021  | Blue Jackets de Columbus    | LNH        | 42    | 7                | 9                | 16               | 28               | -                | -  | -                    | -                    | -                    |                      |                      |
| 2020-2021  | Maple Leafs de Toronto      | LNH        | 7     | 0                | 4                | 4                | 4                | 4                | 0  | 1                    | 1                    | 5                    |                      |                      |
| 2021-2022  | Bruins de Boston            | LNH        | 64    | 2                | 11               | 13               | 61               | 7                | 0  | 1                    | 1                    | 4                    |                      |                      |
| 2022-2023  | Bruins de Boston            | LNH        | 60    | 10               | 16               | 26               | 45               | 6                | 1  | 2                    | 3                    | 18                   |                      |                      |
| 2023-2024  | Blackhawks de Chicago       | LNH        | 74    | 17               | 20               | 37               | 57               | -                | -  | -                    | -                    | -                    |                      |                      |
| Totaux LNH | Totaux LNH                  | Totaux LNH | 1 155 | 232              | 330              | 562              | 932              | 68               | 10 | 17                   | 27                   | 67                   |                      |                      |

### En équipe nationale
| Année | Compétition          |    | PJ | B | A  | Pts | Pun       |  | Résultat |
| 2004  | Défi mondial -17 ans | 5  | 4  | 6 | 10 | 2   | 4e place  |  |          |
| 2009  | Championnat du monde | 9  | 0  | 2 | 2  | 4   | 4e place  |  |          |
| 2010  | Championnat du monde | 6  | 3  | 0 | 3  | 0   | 13e place |  |          |
| 2016  | Championnat du monde | 10 | 3  | 2 | 5  | 10  | 4e place  |  |          |

### Trophées et honneurs personnels

#### Ligue nationale de hockey
- 2014-2015 : participe au 60e Match des étoiles et est nommé capitaine de son équipe
- 2017 : 
  - remporte le trophée King-Clancy[8].
  - remporte le trophée Mark-Messier[8].

## Parenté dans le sport
Il est le fils de Mike Foligno, qui lui aussi a joué dans la LNH avec les Sabres de Buffalo et le frère de Marcus Foligno qui fut repêché par les Sabres de Buffalo en 2009.